# 볼레스와프 2세 로가트카

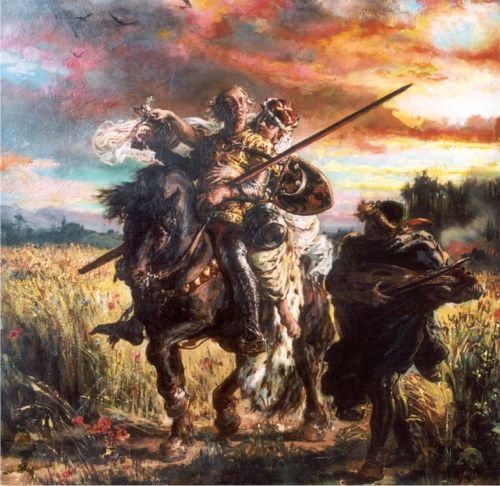
볼레스와프 2세 로가트카

볼레스와프 2세(폴란드어: Bolesław II)는 폴란드 고공이다. 이후 브로츠와프 지역을 다스린 실롱스크 공작 그리고 비엘코폴스카 남서부지역을 다스린 비엘코폴스카 공작이었으며 이후 레그니차 공국을 창설한 레그니차 공작으로 30여년을 살아왔다. 별명은 뿔난공(폴란드어: Rogatka) 혹은 대머리공(폴란드어: Łysy).
부친은 헨리크 2세이며 모친은 보헤미아 국왕 오타카르 1세의 딸 안나이다.